# José de Paiva Netto
José Simões de Paiva Netto (Rio de Janeiro, 2 de março de 1941) é um escritor, radialista, compositor, poeta e líder religioso brasileiro. É o atual presidente da Legião da Boa Vontade (LBV) (desde 1979). Atuando nesta entidade, escreveu diversos livros e artigos.
Também é membro da Associação Brasileira de Imprensa (ABI), da Federação Nacional dos Jornalistas (Fenaj), da Academia de Letras do Brasil Central, do Sindicato dos Jornalistas Profissionais do Estado do Rio de Janeiro, do Sindicato dos Escritores do Rio de Janeiro, do Sindicato dos Radialistas do Rio de Janeiro e da União Brasileira de Compositores (UBC).

## Biografia
Em 1956 iniciou seu trabalho junto ao fundador da Legião da Boa Vontade, também conhecida como LBV, o jornalista, radialista, escritor e poeta Alziro Zarur, tornando-se um de seus principais assessores durante quase um quarto de século. Mais tarde, tornou-se Secretário-Geral da Instituição (cargo equivalente ao de Vice-Presidente). Com o falecimento de Zarur em 1979, sua esposa Iracy Zarur, sucedeu-o juntamente com seus dois filhos Paulo e Pedro. Paiva Netto sucedeu-os.[carece de fontes?]
Preside a Legião da Boa Vontade desde 1979. Lançou na LBV o lema Educação e Cultura, Alimentação, Saúde e Trabalho com Espiritualidade Ecumênica. Esse trabalho foi levado à outros países. Atualmente, essa iniciativa solidária é desenvolvida pela Legião da Boa Vontade da Argentina, do Uruguai, do Paraguai, da Bolívia, de Portugal e dos Estados Unidos. A LBV foi a primeira organização não-governamental brasileira a associar-se ao Departamento de Informação Pública das Nações Unidas (DPI), a partir de 1994. Em 1999, tornou-se também a primeira ONG do Brasil a conquistar na ONU o status consultivo geral no Conselho Econômico e Social (Ecosoc). E, em 2000, passou a integrar a Conferência das ONGs com Relações Consultivas para as Nações Unidas (Congo), em Viena, na Áustria.
Foi denunciado pelo jornal O Globo, em 2001 com veiculação na TV pela Rede Globo, mas teve seus processos arquivados. O advogado de José Paiva Netto, Márcio Pollet, disse em audiência pública na Comissão de Seguridade Social da Câmara dos Deputados que as denúncias começaram depois que a LBV dirigida por Paiva Netto recebeu a concessão de uma geradora de TV em São José dos Campos pretendida pela antiga Organizações Globo (hoje Grupo Globo).